# Cissus kouandeensis
Espèce
Cissus kouandeensis est une espèce de plante de la famille des Vitaceae, endémique de la région de Kouandé, au nord du Bénin, décrite en 1950 par A. Chev.,.
Observé en fleurs le 13 juin 1910 à 550 m d'altitude par Auguste Chevalier, sur le sommet des collines pierreuses avoisinant Kouandé, le spécimen a été décrit sur le vif et n'a pas été conservé. Auguste Chevalier le remet en diagnose le 25 juillet 1950.
Avec Ipomoea beninensis et Thunbergia atacorensis, cette espèce forme un ensemble de trois plantes nouvellement décrites, démontrant l'importance de la réserve des secteurs protégés et transfrontaliers de W, Pendjari et Arly, pour la conservation de la biodiversité.

## Description

### Aspect général
Cissus kouandeensis est une plante à tiges aériennes vivaces, ligneuses, sarmenteuses, cirrhifères, s'élevant à 6 - 8 m de haut et atteignant 3 cm de diamètre.
Le tronc à écorce cendrée s'élève par plaques minces et rappelle la vigne.
Les rameaux de l'année sont subherbacés, anguleux, glaucescents, entièrement privés de poils et de glandes, un peu renflés aux nœuds.
L'espèce présente des vrilles grêles, seulement bifurquées, opposées aux feuilles.

### Feuilles
Les feuilles de l'espèce sont simples, cordiformes, non ou très légèrement lobées, longues de 12 à 18 cm, larges de 10 à 14 cm à sinus étroit et profond, les deux lobes de la base arrondis, non divergents, longs de 4 à 5 cm.
Le sommet du limbe est brièvement acuminé, aigu, avec des bords dentés à dents cétacées glanduleuses.
La surface supérieure est d'un vert-clair, glabre, à peine  réticulée. La surface inférieure est d'un vert blanchâtre, finement pubescente sur les nervures, mais non aranéeuse. Les nervures principales, au nombre de 5, partent de l'échancrure, sont charnues et saillantes en dessous, la médiane portant en outre 5 à 6 paires de nervures latérales.
Les feuilles ont une texture membraneuse mais ferme, avec un pétiole charnu, ordinairement rougeâtre, long de 4 à 6 cm, glabre ou parsemé de soies noirâtres, apprimées, très fines.

### Fleurs
Cissus kouandeensis a des inflorescences latérales, opposées aux feuilles, en cymes denses ombelliformes ou corymbiformes, longues de 4 à 10 cm, glabres ou pubérulentes.
Les rayons de premier ordre sont ordinairement au nombre de 5, longs de 1 à 3 cm, divariqués, pubescents, glanduleux, de même que tous les rameaux de l'inflorescence.
Les ombelles sont denses, composées de 15 à 30 fleurs, portées sur des pédicelles pubescents glanduleux, parfois rougeâtres, longs de 2 à 7 mm, avec un calice cyathiforme non lobé, large de 2 mm, pubérulent, rougeâtre et glanduleux.
La corolle est très pubescente l'extérieur, comprenant 4 pétales ovales, réfléchis, longs de 2 mm, de couleur jaune-rougeâtre.
Les étamines sont au nombre de 4, dressées, à disque large, tétralobé avec quelques soies brunes.
L'ovaire est pubescent, d'un style glabre et de 1 mm de long.